# Marek Firek
Marek Firek (ur. 1958 roku) w Krakowie – polski artysta, rzeźbiarz i rysownik.

## Życiorys
Absolwent Wydziału Architektury Politechniki Krakowskiej (1986), Wydziału Form Przemysłowych ASP w Krakowie (1989) gdzie obronił doktorat (1998). Obecnie pracuje w Samodzielnym Zakładzie Rysunku, Malarstwa i Rzeźby na Wydziale Architektury Politechniki Krakowskiej.
Od 2002 roku współpracuje z krakowską galerią sztuki Art Agenda Nova, a od 2008 z Galerie Ardizón w Bregenz. Mieszka i pracuje w Krakowie.
Zajmuje się malarstwem – przeważnie tworzy serie obrazów, ceramiką, rysunkiem, robi filmy, oprócz tego bierze udział w konferencjach, publikuje w prasie i internecie.
Określa siebie jako artystę – konformistę. Na początku swojej drogi artystycznej tworzył sztukę przedstawieniową –  ładnizm, od 2009 roku tworzy abstrakcję konceptualną. Obecnie w praktyce artystycznej stosuje kolaż – dodawanie do obrazów konkretnych przedmiotów. Stara się także uwzględniać elementy działaniowe i interaktywność, jako uzupełnienie wartości malarskich.
W obszarze jego poszukiwań znajduje się także teoria sztuki, którą stara się aktywnie rozwijać i wzbogacać. Jest twórcą nowych koncepcji artystycznych m.in. teorii wyboru czy inwentyki –  związanej z wynalazczością w twórczości projektanckiej i plastycznej.  Polega ona na wymyślaniu nowych kierunków w sztuce, takich jak chociażby sztuka sprzedajna, sztuka modna, sztuka idolowa (bezpokoleniowizm), folkowa, artpolo, ładnizm, komrzeczywistość, i inne. Uważa, że współcześnie powinien obowiązywać koniunktywizm jako przeciwieństwo sztuki alternatywnej, ariergardyzm w opozycji do awangardy, zaś ewolucja powinna zastąpić rewolucję. Dużą wagę przywiązuje do przedmiotu, przy założeniu braku podmiotu w rzeczywistości artystycznej. Zarówno artystę jak i dzieło sztuki traktuje w kategorii przedmiotu.
Zainteresowany jest kwestią zaangażowania odbiorców we współtworzenie sztuki (seria „Obrazów do samodzielnego wykonania”, „Dokończ obraz”), a także współuczestnictwem dzieci w procesie twórczym – efektem połączenia tych dwóch obszarów są obrazy dokańczane przez widzów  czy też  synka artysty –  Radka.
Od 1995 roku współtworzył Grupę Ładnie, z którą oprócz działalności wystawienniczej i działaniowej zajmował się współredagowaniem artzinu „Słynne Pismo we Wtorek”. Twórca nowatorskich form prezentacji sztuki w przestrzeni otwartej m.in. w Galerii Ulotkowej (przełom wieków) i w Galerii Samochodowej w Tunelu (Kraków, 2001-2009). Od kilkunastu lat, corocznie w kraju i za granicą promuje określoną barwę, jako najmodniejszą w danym sezonie.
Prace artysty znajdują się w ekspozycjach stałych i plenerowych m.in. w Polsce i Japonii, a także w zbiorach prywatnych na całym świecie.

## Wystawy indywidualne
- Galeria Akademii Sztuk Pięknych, Schody, Kraków, 1990
- S.Z.M.O., Skawina, 1992, 1993, 1994, 1995
- Galeria Otwarta, Kraków, 1998, 1999, 2000
- Galeria Jednego Obiektu, Instytut Historii Sztuki Uniwersytetu Jagiellońskiego, Kraków, 2001
- Galeria Samochodowa w Tunelu, Kraków, 2002, 2003, 2004, 2005, 2006, 2007, 2008
- Galeria Nova, Kraków, 2005
- Galeria Otwarta Pracownia, Kraków, 2005
- Międzynarodowy Festiwal Teatralny Malta, C.K. Zamek, Poznań, 2005
- Galeria Ardizon, Bregenz, Austria, 2008, 2010
- Galeria Drive Inn, Lochau, Austria, 2008, 2010

## Wystawy zbiorowe
- III,IV,V  Międzynarodowy Festiwal Ceramiczny Mino’92, Tajimi, Japonia, 1992, 1995, 1998
- CEVISAMA’95, Palacio Ferial, Walencja, Hiszpania, 1995
- IWCAT’2000, Tokoname City Culture Hall, Tokoname, Japonia, 2000
- Grupa Ładnie, Galeria Sektor I, G.C.K., Katowice, 2001
- Grupa Ładnie, Galeria Manhattan, Łódź, 2001
- Popelita, Galeria Bunkier Sztuki, Kraków, 2001
- Międzynarodowy Festiwal Sztuki Inner Space, Galeria Inner Spaces, Poznań, 2002
- Galeria Nova, Kraków, 2002
- Museum of Modern Ceramic Art, Gifu, Japonia, 2003
- Wobec Konsumpcji, St-Etienne, Francja, 2004
- Gentlemen’s Story Club, Galeria C.K. Zamek, Poznań, 2005
- Anioły, Marienlyst Slot Museum, Helsingoer, Dania, 2006
- Mój Świat. Nowa Siła Subiektywności, Galeria Zachęta, Warszawa, 2007
- Edinburgh Art Festival, Artspace Gallery, Edinburgh, Wielka Brytania, 2007
- W ogniu tworzone, Muzeum Narodowe, Kraków, 2008
- Kolekcja, Samlung, Bezirksmuseum Margareten, Wiedeń, Austria, 2008
- Kunst aus Krakau, Haus am Dom, Frankfurt nad Menem, Niemcy, 2009
- Christmas Palm, Freies Museum, Zero Project Gallerie, Beletage Galerie, Derort Galerie, Kunsthaus Tacheles, Whiteconcepts Galerie, Absence of Art Galerie, Berlin, Niemcy, 2009
- Made in Poland, Galeria Ardizon (con)temporary, Wiedeń, Austria, 2010
- Festiwal Sztuki Tatort Hernals, Wiedeń, Austria, 2011
- Vergnügen auf Zeit, Kulturnetz Hernals, Wiedeń, Austria, 2012

## Nagrody
- Dwie Specjalne Nagrody Sędziowskie i cztery Wyróżnienia Honorowe na III, IV i V Międzynarodowym Konkursie Ceramicznym Mino, Japonia, 1992, 1995, 1998;
- Nominacja do Nagrody „Paszporty Polityki” jako Grupa Ładnie, Warszawa, 2002;
- Nominacja do „Nagrody Arteonu”, Poznań, 2003;
- Nagroda Międzynarodowego Biennale Projektowania, St-Etienne, Francja – zbiorowa, 2004.

## Galeria

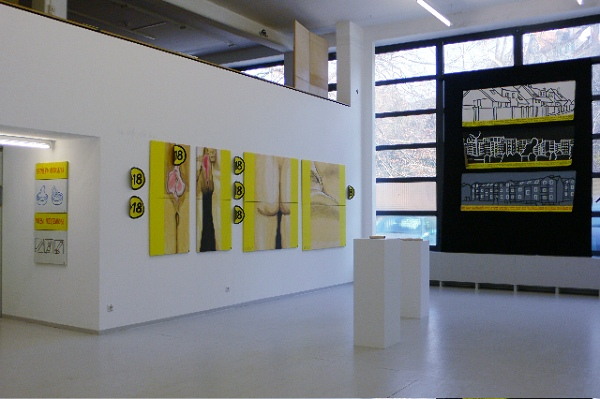
Wystawa w Galerii Ardizon, Bregenz, Austria, 2008
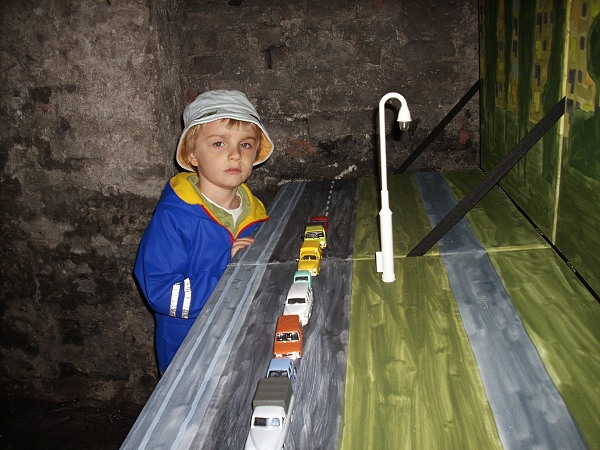
"Aleja Planu 6-letniego", 2010
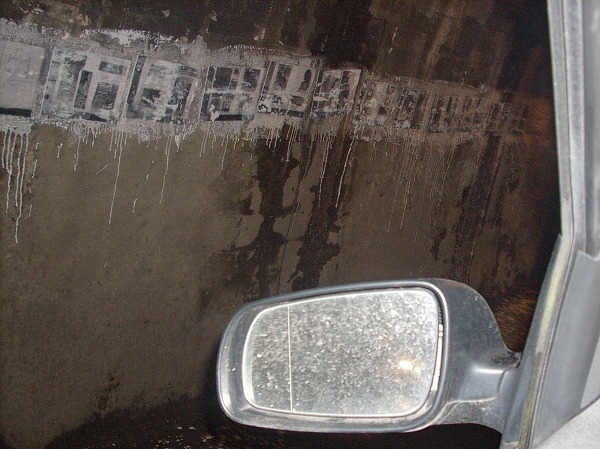
Galeria Samochodowa w Tunelu, Ruszcza, Kraków, 2010